# Coenocharopa alata
Coenocharopa alata är en snäckart som beskrevs av Stanisic 1990. Coenocharopa alata ingår i släktet Coenocharopa och familjen Charopidae. Inga underarter finns listade i Catalogue of Life.